# 鎌田インターチェンジ
鎌田インターチェンジ（かまだインターチェンジ）は、高知県吾川郡いの町鎌田にある地域高規格道路・高知松山自動車道（高知西バイパス） 2期工区区間のインターチェンジである。
なお、当ICは高知方面のみのハーフインターチェンジである。

## 道路
- 高知松山自動車道（高知西バイパス）2期工区区間

## 接続する道路
- 高知県道39号土佐伊野線

## 歴史
- 2012年（平成24年）12月22日 : 天神IC - 鎌田IC間開通に伴い供用開始[1]。
- 2021年（令和3年）12月4日 : 鎌田IC - 波川IC間開通[2]。

## 周辺
- いの町立川内小学校
- 川内保育園
- かんぽの宿伊野
- 川内郵便局

## 隣
高知松山自動車道（高知西バイパス）2期工区区間
伊野IC -　高知西バイパス1期工区区間 - 枝川IC - 是友IC - 天神IC - 鎌田IC - 波川IC